# 孙国强 (棒球运动员)
孙国强（1974年5月30日—），河南郑州人，是一名中国棒球运动员，作为棒球国家队队员（28号球衣）参与了2008年奥运会和2009年世界棒球經典賽的比赛。

## 主要成绩
- 1997年全国运动会 - 第四